# Universidade Nacional de Educação de Daegu
A Universidade Nacional de Educação de Daegu (DNUE) é uma universidade nacional situada em Daegu, Coreia do Sul. Fundada em 1950 com o nome de Escola Normal de Daegu, a instituição é uma das diversas universidades especializadas na formação de professores do ensino fundamental.

## Departamentos de graduação
- Departamento de Educação Moral
- Departamento de Educação da Língua Coreana
- Departamento de Educação de Estudos Sociais
- Departamento de Educação em Matemática
- Departamento de Educação em Ciências
- Departamento de Educação Física
- Departamento de Educação em Música
- Departamento de Educação em Arte Escolar
- Departamento de Educação em Artes Práticas
- Departamento de Educação
- Departamento de Educação de Inglês
- Departamento de Educação em Computação
- Departamento de Educação Especial [Inclusiva]